# فيلوترانو
فيلوترانو هي كومونا في ولاية انكونا في منطقة ماركي الايطاليه وتقع على بعد حوالي 25 كيلومتر (16 ميل) جنوب غرب انكونا.

## نبذة
تقع مدينة فيلوترانو على حدود البلديات التالية:ابينياني و سينجولي و جيسي و مونتيفانو و اوسيمو و سانتا ماريا نوفا. يقع موقع لارديني ، شركة الأزياء العالمية ، في فيلوترانو. 

## روابط خارجية
- الموقع الرسمي